# Calcocita

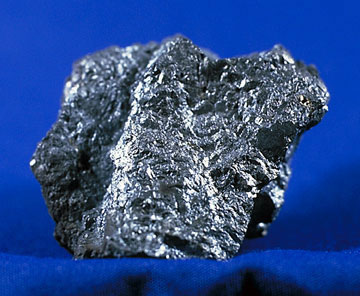
Calcosita

Calcocita, calcosita ou calcosina é um mineral composto de sulfeto de cobre Cu2S. É opaco, com coloração variando de cinza escuro a preto e estrutura ortorrômbica. 

## Características
- Fórmula Química - Cu2S
- Composição -  Sulfeto de cobre. 20,2% S, 79,8% Cu
- Cristalografia - Ortorrômbico, Hexagonal
- Classe - Bipiramidal-rômbica
- Propriedades Ópticas - Anisotropia fraca, branco-azulado
- Hábito - Pseudo-hexagonal, maçico, granular
- Clivagem - Imperfeita {110}
- Dureza - 2,5 - 3
- Densidade relativa - 5,5 - 5,8
- Fratura - Concoidal
- Brilho - Metálico a lustroso
- Cor - Cinza-claro

### Associação
Associada a outros sulfetos, como calcopirita, bornita, enargita.

### Propriedades Diagnósticas
Baixa dureza, embaçamento preto, hábito, sectibilidade, cor, brilho, cor de traço preto. 

### Ocorrência
Hidrotermal em veios com outros sulfetos, normalmente presente na zona de enriquecimento supérgeno de depósitos de cobre sulfetados.

### Obtenção
Pode ser obtido através da ustulação do principal minério de cobre, a calcopirita ( CuFeS2).

### Usos
É utilizado como fonte de cobre através da sua ustulação.